# Државни удар у Бугарској 1934.
Државни удар у Бугарској 1934., такође познат као државни удар 19. маја (буг. Деветнадесетомайски преврат), био је државни удар у Краљевини Бугарској који су извели војна организација Звено и Војни савез уз помоћ бугарске војске. Збацила је владу широке коалиције Народног блока и заменила је владом под Кимоном Георгијевим.

## Историја
Народни блок, који је био на власти од 1931. године, састојао се од Демократске странке, Бугарског земљорадничког савеза (БАНУ) „ Врабча 1“, Националне либералне странке и Радикалне демократске странке. Иако није укинула рестриктивне законе које је увела претходна влада Демократског слога и није променила начин функционисања полиције, наишла је на непријатељство десничарских снага попут Војног синдиката (који је предводио Дамјан Велчев), Звена и Националног социјалног покрета Александра Цанкова, од којих су најактивнији били активисти Звена.
Након конгреса Војног савеза у новембру 1933. године, почеле су директне припреме за државни удар, а завереници су покушавали да придобију подршку БАНУ „Врабча 1“, БАНУ „Александар Стамболијски“ и чак Демократске странке, али узалуд. Искористивши неслогу у Народном блоку у пролеће 1934. године, активисти Звена су извршили државни удар уочи 19. маја, пре присталица Александра Цанкова, који су планирали пуч за 20. мај. Државним ударом је успостављена влада под Кимоном Георгијем, коју су, поред чланова Звена, чинили и десничарски аграрци и чланови Националног социјалног покрета, док су најважније министарске позиције држали чланови Војног савеза.

## Акције
Остале политичке странке нису добро прихватиле државни удар, али нису биле у стању да му се ефикасно супротставе. Нова влада је укинула Трновски устав, распустила Народно собрање и забранила све политичке странке и организације, револуционарне организације и синдикате. Сва њихова имовина је конфискована, а предвиђене су строге казне за покушај обнове странке у било ком облику или оснивања нове странке. Уведен је нови систем власти у којем би централна власт именовала градоначелнике и оснивала државне синдикате. Поред тога, предузете су мере за сузбијање радничког и социјалистичког покрета у земљи. Уведен је државни монопол, што је утицало на интересе великих компанија. Створен је Директоријум јавне обнове (буг. Дирекция на обществената обнова), посебна државна организација која је промовисала и пропагирала политику владе. Као националистичка организација, Звено је променио многе турске називе села и градова у Бугарској из османског доба у бугарске.
У спољној политици, најзначајнији Звенов чин био је успостављање дипломатских односа са Совјетским Савезом 23. јула 1934. и усмеравање Бугарске ка Француској. Кимон Георгијев је видео да је један од начина да се то постигне побољшање односа са Југославијом и зближавање две земље, јер је бугарски сусед у то време био савезник Француске. Као резултат тога, краљ Југославије Александар I Карађорђевић посетио је Бугарску 27. септембра 1934. године. Пошто су неки активиста Звена и Војног савеза били републиканци, он је водио антимонархистичку политику, па цар Борис III није поздравио државни удар. Уз помоћ верних официра Војног савеза, цар је приморао Кимона Георгијева да поднесе оставку у јануару 1935. и на његово место именовао Пенча Златева. Од тог тренутка, цар је имао потпуну контролу над земљом, стање које ће трајати до његове смрти 1943. године. Главне политичке странке забрањене 1934. године легализоване су након државног удара 1944. у којем су активно учествовали лидери Звена Кимон Георгијев, Дамјан Велчев и Димо Казасов. Након државног удара 1944. године, Георгијева ће Отаџбински фронт поставити за премијера, чиме ће по други пут постати премијер.